# Svenja Engelhardt
Svenja Engelhardt (ur. 20 kwietnia 1988 w Heidelbergu) – niemiecka siatkarka, grająca na pozycji przyjmującej. Od sezonu 2014/2015 występuje w niemieckiej Bundeslidze, w drużynie VC Offenburg.

## Sukcesy klubowe
Mistrzostwo Austrii:
- 2012